# Paragobiodon
Paragobiodon és un gènere de peixos de la família dels gòbids i de l'ordre dels perciformes.

## Taxonomia
- Paragobiodon echinocephalus (Rüppell, 1830)[2]
- Paragobiodon lacunicolus (Kendall & Goldsborough, 1911)[3]
- Paragobiodon melanosomus (Bleeker, 1852)[4]
- Paragobiodon modestus (Regan, 1908)[5]
- Paragobiodon xanthosoma (Bleeker, 1852)[4][6][7][8][9][10][11]